# Tenías que ser tan cruel
Tenías que ser tan cruel (spanisch für Musstest du so grausam sein) ist ein Lied des mexikanischen Singer-Songwriters Juan Gabriel, das erstmals auf dem 1974 veröffentlichten Album Dónde estas vidita mía seiner Landsmännin Angélica María erschien.

## Inhalt
Das Lied erzählt vom Schmerz einer von seinem Liebespartner verlassenen Menschen, der zudem über die Art und Weise verletzt ist, wie sein Partner ihn verlassen hat: Te vas y yo me quedo triste y solo, tenías que ser tan cruel al despedirte. (deutsch Du gehst und lässt mich traurig und einsam zurück. Musstest du beim Abschied so grausam sein.). Obwohl der Protagonist im Innern wusste, dass er irgendwann verlassen werden würde, hat er nie mit dieser grausamen Art und Weise gerechnet: Sabía que tendrías un día que irte. Pero nunca imaginé que de este modo. (Mir war klar, dass du mich eines Tages verlässt. Aber ich hätte niemals gedacht, dass es auf diese Weise geschehen würde.)

## Coverversionen
Juan Gabriel veröffentlichte das Lied ein Jahr später auf seinem 1975 erschienenen Album 10 de los grandes de Juan Gabriel und sang es auch bei einigen seiner Konzerte, wo er das Lied häufig im Rahmen eines Medleys mit No me vuelvo a enamorar und Quédate conmigo esta noche darbot. Nicht selten lieferte er während dieses Liedes auch Tanzeinlagen im Stile des Cha-Cha-Cha und des Mambo.
Am bekanntesten wurde das Lied aber zehn Jahre später durch die Aufnahme der spanischen Sängerin Rocío Dúrcal, die es 1985 sowohl auf ihrer gleichnamigen Single als auch auf ihrem Album Boleros veröffentlichte. Ihr am häufigsten angesehenes Video zu diesem Lied verzeichnet bei YouTube rund 25 Millionen Abrufe.
Das Lied wurde auch in die Telenovela La hija del mariachi aufgenommen.